# Burlingame (Kansas)
Burlingame és una població dels Estats Units a l'estat de Kansas. Segons el cens del 2000 tenia 1.017 habitants.

## Demografia
Segons el cens del 2000, Burlingame tenia 1.017 habitants, 428 habitatges, i 267 famílies. La densitat de població era de 446,2 habitants per km².
Dels 428 habitatges en un 26,4% hi vivien nens de menys de 18 anys, en un 50,7% hi vivien parelles casades, en un 7,7% dones solteres, i en un 37,6% no eren unitats familiars. En el 34,3% dels habitatges hi vivien persones soles el 21,5% de les quals corresponia a persones de 65 anys o més que vivien soles. El nombre mitjà de persones vivint en cada habitatge era de 2,31 i el nombre mitjà de persones que vivien en cada família era de 2,94.
Per edats la població es repartia de la següent manera: un 23,5% tenia menys de 18 anys, un 6,9% entre 18 i 24, un 24% entre 25 i 44, un 23,1% de 45 a 60 i un 22,5% 65 anys o més.
L'edat mediana era de 42 anys. Per cada 100 dones de 18 o més anys hi havia 85,7 homes.
La renda mediana per habitatge era de 31.845 $ i la renda mediana per família de 42.500 $. Els homes tenien una renda mediana de 26.711 $ mentre que les dones 24.250 $. La renda per capita de la població era de 17.465 $. Entorn del 3,8% de les famílies i el 7,6% de la població estaven per davall del llindar de pobresa.

## Fills il·lustres
- Earl Wilbur Sutherland Jr. (1915 - 1974), metge, Premi Nobel de Medicina o Fisiologia de l'any 1971.

## Poblacions més properes
El següent diagrama mostra les poblacions més properes.